# Przełęcz Karpowska
Przełęcz Karpowska (753 m n.p.m.) – przełęcz górska w południowo-zachodniej Polsce w Sudetach Wschodnich w Górach Złotych na granicy z Czechami.

## Położenie i opis
Przełęcz położona jest na granicy z Czechami, na obszarze Śnieżnickiego Parku Krajobrazowego, w południowo-wschodniej części pasma Gór Złotych, około 4,5 km na południowy wschód od centrum Lądka Zdroju.
Przełęcz stanowi wyraźne, rozległe i zalesione obniżenie, płytko wcinające się w południową część grzbietu Gór Złotych o niesymetrycznych i łagodnie nachylonych skrzydłach oraz średnio stromych podejściach. Oś przełęczy przebiega na kierunku NW-SE. Przełęcz oddziela wzniesienie Bukowa Kopa położonego po północnej stronie od wzniesienia Czernik położonego po południowej stronie przełęczy. Podłoże przełęczy tworzą gnejsy gierałtowskie należące do jednostki geologicznej metamorfiku Lądka i Śnieżnika pokryte niewielką warstwą młodszych osadów z okresu zlodowaceń plejstoceńskich. Najbliższe otoczenie przełęczy porośnięte jest lasem świerkowym regla dolnego z niewielką domieszką drzew liściastych. W dolnej części przełęczy po wschodniej stronie położona jest czeska miejscowość Nové Vilémovice a po zachodniej stronie Lądek Zdrój. Przez przełęcz prowadzi droga lokalna.

## Historia
Przełęcz w średniowieczu odgrywała już ważną rolę w komunikacji pomiędzy ziemią kłodzką a Śląskiem, Czechami i Morawami. W przeszłości przez przełęcz prowadził stary trakt handlowy uważany za odnogę Solnej Drogi, która z czasem stała się jedną z ważniejszych dróg handlowych. Traktu handlowego na Przełęczy Karpowskiej strzegł Zamek Karpień, położony na pobliskim wzniesieniu Karpiak. Do końca XVIII wieku była to bardzo uczęszczana droga.
Przed 1945 r. przełęcz miała strategiczne znaczenie i stanowiła naturalną drogę wyjścia na wschód z Kotliny Kłodzkiej. Po II wojnie światowej przez przełęcz, wzdłuż granicy państwowej prowadził zaorany pas graniczny. Do 1945 roku na przełęczy funkcjonowało niewielkie przejście graniczne zwane Domki Czarnogórskie (niem Schwarzeberg Häuser, czes. Černy Kůt). Przejście odtworzono w 2004 roku. Przełęcz Karpowska należy do ważniejszych przełęczy leżących na terenie gminy Lądek Zdrój.

## Szlaki komunikacyjne
Przez przełęcz prowadzi lokalna droga łącząca Lądek Zdrój i Stronie Śląskie z Javorníkiem, droga jest zamknięta dla ruchu samochodów.

## Turystyka
Przez przełęcz lub w jej pobliżu przechodzą piesze szlaki turystyczne
- polskie:
  -  zielony - Niemojów-Bardo
  - Biało czerwony, Szlak Kurierów Solidarności, prowadzący z Rozdroża Zamkowego do przełęczy
  -  niebieski - Duszniki-Zdrój–Pilchowice (w pobliżu)
- czeskie:
  -  czerwony - Via Czechia - Slezskem (1. Rychlebské hory a Vidnavská nížina) i  Via Czechia - Stezka Slezskem (pěší) biegną wzdłuż granicy w pobliżu przełączy tą samą trasą
  -  niebieski - Javorník-Borůvková hora